# Alfréd Dytrt
Alfréd Dytrt (* 13. května 1956 Ústí nad Labem) je komunální politik a bývalý ředitel školy, od roku 1990 zastupitel a od roku 1998 místostarosta obce Řehlovice na Ústecku.

## Život
Narodil se v Ústí nad Labem, kde i absolvoval gymnázium, ale celý život žije v Řehlovicích.
Po vystudování stavební fakulty ČVUT v Praze začal v roce 1986 učit na Gymnáziu Jateční v Ústí nad Labem. Od roku 1990 do roku 2022 byl ředitelem této školy. Jako ředitel se zasadil o dostavbu a renovaci budov a o celkovou prosperitu školy, nyní je Gymnázium Jateční mezi nejlepšími gymnázii v kraji. Pod jeho vedením se Gymnázium Jateční dvakrát umístilo první v soutěži o nejlepší školu Ústeckého kraje.

Jako ředitel gymnázia byl aktivní i v Asociaci ředitelů gymnázií, kterou roku 1993 spoluzakládal a které 6 let (v době 2000 – 2001 a 2006 – 2009) předsedal. Nyní je jejím místopředsedou a členem republikové rady za Ústecký kraj. Jako místopředseda Asociace ředitelů gymnázií a bývalý ředitel gymnázia se zasazuje o zachování modelu víceletých gymnázií.

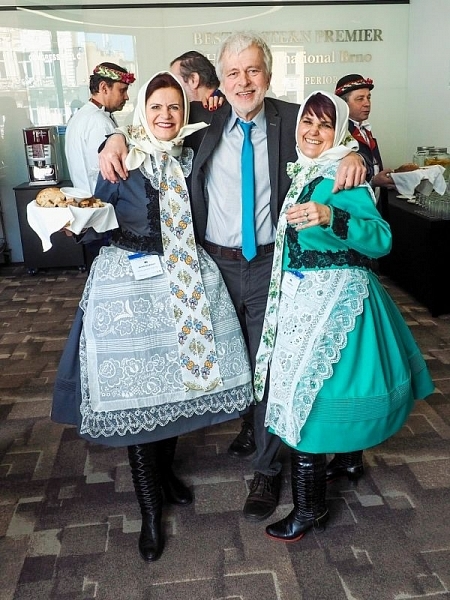
Ing. Alfréd Dytrt na konferenci AŘG 2019

Ve volném čase se věnuje cyklistice a fotografování.
Je ženatý a má 4 děti.

## Politické působení
Během revoluce byl jedním z hlavních organizátorů a koordinátorů Občanského fóra v Ústí nad Labem a Severočeském kraji (dnešní Ústecký, Liberecký a Karlovarský) a posléze i krajským odborníkem pro oblast školství pro Severočeský kraj.
Poprvé kandidoval v komunálních volbách v roce 1990 na kandidátce Občanského fóra, následně byl zvolen radním obce Řehlovice. V následujících obecních volbách kandidoval jako nestraník ze třetího místa, v důsledku kroužkování byl nakonec zvolen z místa prvního. Od roku 1998 je Alfréd Dytrt místostarostou obce Řehlovice. Od roku 2002 až do voleb v roce 2018 vždy vedl místní sdružení nezávislých kandidátů a roku 2014  a 2018 jím vedené uskupení volby vyhrálo.
V krajských volbách 2016 kandidoval jako nestraník za TOP 09 z 4. místa jako odborník pro oblast školství, ale nebyl zvolen.
Ve volbách do Senátu PČR v roce 2022 kandidoval jako nestraník za TOP 09 a KDU-ČSL v obvodu č. 31 – Ústí nad Labem. Se ziskem 12,19 % hlasů se umístil na 4. místě a do druhého kola voleb nepostoupil.